# Renato Russomanno
Renato Russomanno dos Santos (Santos, 5 gennaio 1983) è un pallavolista brasiliano.
Gioca nel ruolo di schiacciatore nell'Índios Guarus.

## Carriera
La carriera di Renato Russomanno si svolge quasi interamente in Brasile, dove disputa diversi campionati con le maglie di Esporte Clube Banespa, Clube Náutico Araraquara e Bento Vôlei; nella stagione 2007-08 approda al Cimed Esporte Clube, dove ottiene i suoi primi importanti successi, fra cui tre edizioni consecutive della Superliga brasiliana, cinque Campionati Caterinensi e, a livello internazionale, il campionato sudamericano per club 2009. In questo periodo riceve alcune convocazioni in nazionale, con cui partecipa e vince i Giochi panamericani 2011.
Dopo sei stagioni nel club di Florianópolis si trasferisce al Brasil Vôlei Clube e successivamente al Vôlei Brasil Centro de Excelência, prima di emigrare per la prima volta al di fuori dei confini nazionali, ingaggiato dal Volley Milano, società italiana iscritta alla Serie A1: resta in Italia anche per la stagione successiva quando si accasa all'Emma Villas Volley di Siena, in Serie A2, vincendo la Coppa Italia di categoria 2016-17.

## Palmarès

### Club
- Campionato brasiliano: 3

2007-08, 2008-09, 2009-10
- Campionato Catarinense: 4

2006, 2008, 2009, 2010, 2011
- Campionato sudamericano per club: 1

2009
- Coppa Italia di Serie A2: 1

2016-17

### Nazionale (competizioni minori)
- Giochi panamericani 2011